# Dahao Dao
Dahao Dao är en ö i Kina. Den ligger i provinsen Liaoning, i den nordöstra delen av landet, omkring 310 kilometer söder om provinshuvudstaden Shenyang. Arean är 2,2 kvadratkilometer. Den sträcker sig 2,2 kilometer i nord-sydlig riktning, och 2,6 kilometer i öst-västlig riktning.
Genomsnittlig årsnederbörd är 962 millimeter. Den regnigaste månaden är juli, med i genomsnitt 324 mm nederbörd, och den torraste är mars, med 15 mm nederbörd.